# توماس ویلیس
توماس ویلیس (انگلیسی: Thomas Willis؛ ۲۷ ژانویه ۱۶۲۱ – ۱۱ نوامبر ۱۶۷۵ (۵۴ سال)) دانشمند در زمینه کالبدشناسی، عصب‌شناسی، و روان‌پزشکی اهل پادشاهی انگلستان بود. 
ویلیس در مزرعه پدر و مادرش در گریت بدوین، ویلتشر به دنیا آمد، جایی که پدرش سرپرستی عمارت را بر عهده داشت. ویلیس یکی از پزشکان سلطنتی چارلز اول بود. ویلیس بعداً به عنوان یک پزشک در وست مینستر لندن نیز کار کرد، این امر پس از معالجه گیلبرت شلدون در سال 1666 اتفاق افتاد. او یک عملِ پزشکیِ موفق انجام داد که در آن هم درک خود از آناتومی و هم داروهای شناخته شده را به کار برد و سعی کرد این دو را با هم ادغام کند. او هر دو دیدگاه یاتروشیمیایی (iatrochemical) و مکانیکی را با هم مخلوط کرد.
وی همچنین برندهٔ جوایزی همچون همکار انجمن سلطنتی شده‌است.